# Soninké
Cet article concerne la langue. Pour le peuple, voir Soninkés.
Cette page contient des caractères spéciaux ou non latins. S’ils s’affichent mal (▯, ?, etc.), consultez la page d’aide Unicode.
Le soninké (sooninkanxanne en soninké) est une langue mandée, parlée par les membres de la communauté soninké (environ 2 201 000 locuteurs selon une estimation de 2012).
Le soninké est principalement parlé au Mali (env. 1 800 000 locuteurs), au Sénégal (env. 1 000 000), en Mauritanie (env. 180 000), en Gambie (env. 200 000), en Guinée-Conakry (env. 10 000), en Guinée-Bissau (env. 5 000), à l’ouest du Burkina Faso et au centre-ouest du Ghana.

## Autres noms
Le soninké est aussi appelé :
- « sarakholé », écrit variablement « sarakhollé », « sarakolé », « sarakollé », ou « saraxolle », emprunts du wolof saraxolle en français[2], ou encore « sarawuli », « serahuli » ou « serahule » via l’anglais ;
- « maraka », emprunt du bambara maraka[2], à ne pas confondre avec le marka, une autre langue mandée parlée au Mali dans la région de Mopti et au Burkina Faso ;
- « wakkoré » ou « wakore », emprunt du songhaï[2] ;
- « sebbe » ou « tyeddo », emprunt du fulfudé[2] ;
- « aswanik » ou « aswanek », emprunt de l’arabe hassaniya[2] ;
- « toubakai » ;
- « gadyaga » ;
- « silabe ».

## Population
Sa zone d'expansion comprend les deux tiers du Mali, le sud de la Mauritanie, une grande partie du Sénégal, le nord-ouest du Burkina Faso, une partie de la Gambie, de la Guinée-Conakry, de la Guinée-Bissau et du Ghana.
Du fait de la tradition d'émigration pratiquée par les Soninkés, on retrouve aussi d'importantes communautés soninkés hors de l'Afrique de l'Ouest, notamment dans la région parisienne. C'est d'ailleurs la communauté ouest-africaine la plus représentative de la France, avec notamment des Sénégalais, des Mauritaniens et surtout des Maliens.

## Écriture
Le soninké possède une littérature parlée, mais peut également s'écrire en utilisant l'alphabet latin ou en caractères arabes (Ajami), augmenté de quelques lettres supplémentaires pour l'alphabet latin. Au Sénégal, l’orthographe latine est fixée par le décret no 2005-991 de 2005. Au Mali, l’orthographe latine est officielle depuis 1982 suivant l’Alphabets et règles d’orthographe des langues nationales. En Mauritanie, l’orthographe latine est officielle depuis 1981 à la suite du décret no 81-072.

### Orthographe
Le soninké est une langue tonale, mais les tons ne sont généralement pas notés (sauf dans des ouvrages didactiques).
En outre, il existe des différences de prononciation marquées au sein des zones locutrices à plus forte raison entre pays (Mali et Sénégal, par exemple). L'alphabet soninké du Mali (officialisé 1982) et du Sénégal comprend les caractères ci-dessous. Les différences de graphies sont signalées, la graphie malienne utilisant le ‹ ɲ › (selon le décret de no 159 de 1982) ou ‹ ny › et ‹ nw ›.
Depuis le séminaire sous régional sur l’harmonisation de l’orthographe du soninké (27-30 novembre 1995), l’alphabet soninké suit les mêmes règles au Mali, au Sénégal et en Mauritanie. Les lettres ‹ ñ › et ‹ ŋ › sont recommandées, mais leurs substituts ‹ ny › et ‹ nw › sont acceptés.
| Graphème  | Valeur (API) | Valeur (API) |
| --------- | ------------ | ------------ |
|           | Mali         | Sénégal      |
| a         | a            | a            |
| b         | b            | b            |
| c         | t͡ʃ           | ɕ            |
| d         | d            | d            |
| e         | e            | e            |
| f         | f            | f            |
| g         | g            | g            |
| h         | h            | h            |
| i         | i            | i            |
| j         | d͡ʒ           | ʑ            |
| k         | k            | k            |
| l         | l            | l            |
| m         | m            | m            |
| ñ (ɲ, ny) | ɲ            | ɲ            |
| ŋ (nw)    | ŋ            | ŋ            |
| o         | o            | o            |
| p         | p            | p            |
| q         | ʔ            | q            |
| r         | r            | r            |
| s         | s            | s            |
| t         | t            | t            |
| u         | u            | u            |
| w         | w            | w            |
| x         | χ            | χ            |
| y         | j            | j            |
| ʼ         | inutilisé    | ʔ            |

Les consonnes prénasalisées sont écrites au moyen de digrammes débutant par un n : nb [mb], nd [nb], etc. La gémination, selon les zones, est pertinente au Sénégal par exemple : pp [pː], mm [mː], etc. Les oppositions de quantité vocalique sont pertinentes, les voyelles longues étant marquées par la gémination du graphème : aa [aː], etc.

## Prononciation

### Voyelles
|           | Antérieure | Postérieure |
| --------- | ---------- | ----------- |
| Fermée    | i          | u           |
| Mi-fermée | e          | o           |
| Ouverte   | a          |             |

### Consonnes
|           | Bilabial | Bilabial | Labio- dental | Labio- dental | Alvéolaire | Alvéolaire | Palatal | Palatal | Vélaire | Vélaire | Labio- vélaire | Labio- vélaire | Uvulaire | Uvulaire | Glottale | Glottale |
| --------- | -------- | -------- | ------------- | ------------- | ---------- | ---------- | ------- | ------- | ------- | ------- | -------------- | -------------- | -------- | -------- | -------- | -------- |
| Occlusif  | p        | b        |               |               | t          | d          |         |         | k       | (ɡ)     |                |                | (q)      |          |          |          |
| Affriquée |          |          |               |               |            |            | t͡ʃ      | d͡ʒ      |         |         |                |                |          |          |          |          |
| Nasal     |          | m        |               |               |            | n          |         | ɲ       |         | ŋ       |                |                |          |          |          |          |
| Fricatif  |          |          | f             |               | s          |            |         |         | (x)     |         |                |                |          |          | h        | h        |
| Spirant   |          |          |               |               |            | l          |         | j       |         |         |                | w              |          |          |          |          |

## Syntaxe
La structure de la phrase est en général SOV et le nom précède l'épithète. Il n'existe pas à proprement parler de conjugaison. Le temps est indiqué par des particules.

## Lexique
Il se compose essentiellement de racines mandées, mais également d'emprunts au bambara, à l'arabe et au français.
| Mot     | Traduction | Prononciation standard                                           |
| ------- | ---------- | ---------------------------------------------------------------- |
| terre   | ñiiñe      | gniiñé                                                           |
| ciel    | kan-qotte  | kan-qotté (lire q gutural)                                       |
| eau     | ji         | dji                                                              |
| feu     | yinbe      | yinbé                                                            |
| homme   | yugo       | yougo                                                            |
| femme   | yaxare     | yaķaré (lire yaraŕé > 2e r roulant)                              |
| mange   | yige       | igué                                                             |
| boire   | mini       | minné                                                            |
| longue  | gille      | guilloé                                                          |
| courte  | depe       | boutchiné ou ho dépé ou dohoé                                    |
| nuit    | wuro       | ourau                                                            |
| bonjour | Wuyijamu   | a nwou jom > traduit "ta nuit a-t-elle été belle / sans danger?" |
| soleil  | kiye       | kiyé                                                             |
| matin   | suxuba     | soukhouba > sourouba                                             |
| journée | kiye       | idem que soleil > jour >> koota                                  |

- femme : yaxare
- fouiller :"jaga"
- homme : yugo
- tomate : menteñe
- rue : kille / chemin traduction exacte
- savon : le mot savon dit avec l'accent sabouné
- pain : Buuru
- habit : yiraame ou "doroké"
- pagne : Yiraame/ Fendeli
- nourriture : yigandé
- fatigue : tanpiyé
- main : kitte
- enfant : léminé
- imbécile : waxante/ Muritinte
- assieds-toi : taaxu
- viens ici : li yere
- Chef de village : debugume
- viande : Tiye
- pied : ta
- belle mère : kallu yaxaré
- co-épouse du père ou tante > sœur du père : ma tugunné
- père/papa : baba
- mère/maman : Nma/ Saaxe
- pourquoi : Manne
- ça va : an moxo
- t'es belle : an gemu> tu es bien vêtue
- oui : yo
- non : ayi
- peut être :  A laawa ñaana
- je ne sais pas : nta tu
- va : daga
- dégage : giri no ou ndono
- argent :Xaalissi ou Godé
- pauvre : korinte or "hontaŋe"
- riche : banna
- école : xaranla
- t'es fou : an tuuri
- danse : Rege
- je t'aime : N ŋa an mulla
- acheter : xobe
- vendre : gagande
- jette : a sedi
- Fer:  Mexé
- en haut: Kanmu
- en bas:  wureedu
- Centre : Naxaané
- Vache: Na
- Cheval : si
- Chien : wule
- Chat :  Musiiné
- Ananas : Jabiibé
- Orange : Lemboulou
- Citron : Lemboulou malatché / Limo
- Champignon : Hantambiré
- Utilié: Nafa
- Champ: té
- arachide: tiga
- Mais : makka
- mil: yille
- laisser : awara
- regretter : nimsiyé
- lit : baré